# Batalla de Villamontes
El nombre genérico de Batalla de Villamontes comprende los combates finales de la Guerra del Chaco, entre Bolivia y Paraguay, desde enero a junio de 1935, en la zona comprendida entre el río Parapetí, al norte; la serranía del Aguaragüe al oeste; el río Pilcomayo al sur, a la altura de Villamontes; y las zonas bajas desde Huirapitindí a Capirendá al este. Este territorio pertenece actualmente a Bolivia y se reparte entre los departamentos de Tarija, Chuquisaca y Santa Cruz.

## Avances indirectos hacia Villa Montes

### Caída de Capirendá
Después de la batalla de El Carmen, durante el mes de diciembre, el Primer Cuerpo de Ejército paraguayo mantuvo la persecución de las fuerzas bolivianas en retirada rumbo a Capirendá. La falta de camiones, combustibles, la necesidad de abrir nuevos caminos y las lluvias frenaron la velocidad del avance. Capirendá, a 50 km al noreste de Villa Montes, era uno de los tres pasos para atravesar la primera cadena de serranías del contrafuerte andino rumbo a esa localidad. Los otros dos eran Ybybobo, al sureste, y Carandaitý, al norte.
Después de varios días de profusos patrullajes, a principios de enero de 1935, el Primer Cuerpo de Ejército paraguayo (CE-1), al mando del coronel Carlos Fernández (1.ª, 2.ª y 7.ª División) en su marcha de aproximación desde el noreste, sobre el eje Capirendá-Palma Sola-Agua Blanca-Villa Montes, localizó a la 3.ª División boliviana al mando del coronel Ángel Ayoroa en Capirendá, en la extrema izquierda del sector sur. El Informe de Situación del nuevo alto mando boliviano (Peñaranda-Toro) decía: 

“La actividad del enemigo en los últimos días no ha sido posible definirla exactamente pero, por el tráfico de camiones y algunos trabajos, se puede desprender que su acción principal se llevará a efecto en el sector Capirendá, combinando al mismo tiempo sobre el ala izquierda de la 1.ª División y ala derecha de las tropas de Carandaitý por Ñaguapuá”. Informe de Situación del alto mando boliviano en (Rolón, 1963, p. 313)

La 3.ª División boliviana, que cubría un frente de 3 km de extensión, defendía el sector con dos regimientos, el RI-47 “Parapetí” y el RI-16 “Beni”,colocados a unos 2-3 km delante de Capirendá. El resto de sus fuerzas estaban distribuidas en profundidad detrás de Capirendá, en una extensión de 10 km, siguiendo la nueva táctica diseñada por el coronel Toro denominada “defensa móvil escalonada” sin considerar que esta modalidad táctica requiere de tropas veteranas para su ejecución. Estas fuerzas, ubicadas a caballo sobre el camino hacia Palma Sola-Agua Blanca, habían extendido sus defensas hacia el ala sur, no existiendo trabajos sobre el ala norte.
Temiendo un doble envolvimiento de esa división, el general Carlos Quintanilla, vuelto a la guerra después de su alejamiento en octubre de 1932, ahora como comandante general del Sector Central, movió importantes fuerzas sobre el ala izquierda de la 3.ª División. A pesar de eso, la 7.ª División paraguaya logró aislar delante de Capirendá al RI-47. Los regimientos RI-16 "Beni" y RI-33 "Chorolque" acudieron en su ayuda pero no lograron sacarla del cerco. El RI-47 intentó hacerlo por su cuenta sufriendo el aniquilamiento de 532 soldados, entre prisioneros, muertos y desaparecidos. Capirendá cayó el 11 de enero de 1935. El dubitativo contraataque de las “fuerzas móviles” de la 3.ª División boliviana no logró liberar a la fuerza cercada. El 16 de enero, la 3.ª División boliviana, debido a la creciente actividad enemiga en sus flancos  realizadas por la 2.ª y 1.ª División, se retiró 20 km hacia Palma Sola. 
El fracaso de la primera acción del coronel Toro, en su calidad de nuevo Jefe de Estado Mayor, cargo que parecía un premio a su desastrosa conducción en Picuiba-Yrendagüé, provocó la búsqueda de un chivo expiatorio: el mayor Ricardo G. Monge, jefe del RI-47 “Parapetí”, que fue dado de baja. La caída de Capirendá cortó la comunicación Villamontes-Carandaitý y produjo un gran malestar en el pueblo boliviano. El general Peñaranda se vio obligado a emitir un sesgado parte abierto a La Paz el 16 de enero donde mencionaba que las fuerzas paraguayas habían sido diezmadas y huían en desbandada. El coronel Toro le manifestó a Vergara Vicuña que la situación era "afligidísima" porque si la 3.ª División no lograba escapar de la presión paraguaya difícilmente se podría sostener Villamontes.
La 7.ª División persiguió al resto de la División boliviana, que pese a estar fracturada en varios núcleos, pudo continuar su retirada ordenadamente y estableció nuevas líneas defensivas en Palma Sola, a unos 25 km antes de Villa Montes. La 2.ª División paraguaya se dirigió hacia la zona del puesto ganadero “El Mirador” al sureste de Capirendá, defendido por la 8.ª División boliviana, al mando del coronel Ángel Rivollo, mientras que la 1.ª División paraguaya buscó envolver a las fuerzas bolivianas en Tapucú.

### Caída de Santa Fe y Amboró

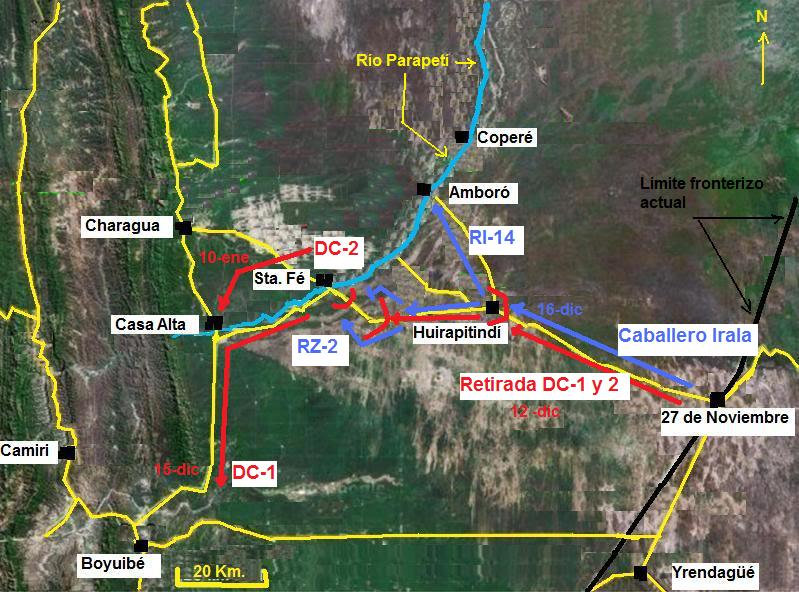
Avance del Destacamento Caballero Irala (diciembre de 1934 al 18 de enero de 1935).
Rojo = Fuerzas bolivianas.
Azul = Fuerzas paraguayas.

Después de la retirada desde Picuiba-El Cruce, del 9 al 11 de diciembre de 1934, las fuerzas al mando del coronel Toro se dividieron en dos núcleos: 
1. La 7.ª División boliviana, que en relativo buen estado logró retirarse rumbo a Carandaitý sin ser interceptada por las fuerzas paraguayas que avanzaban desde Yrendagüé.
2. Los restos de las diezmadas dos Divisiones de Caballería bolivianas que escaparon dramáticamente hacia el noreste, al fortín “27 de Noviembre”.

Estas dos últimas Divisiones, luego de ser desalojadas nuevamente de ese fortín, giraron en su retirada hacia el oeste, rumbo al río Parapetí. Mientras la 1.ª División de Caballería fue enviada en camiones a Carandaitý, la 2.ª División de Caballería, al mando del teniente coronel Tabera, se dirigió hacia Santa Fe. 
El coronel Franco formó un Destacamento al mando del mayor de ingenieros Basiliano Caballero Irala, integrado por el RI-14 “Cerro Corá” y RZ-2 “General Genes”, aproximadamente 1100 hombres, para perseguir a las fuerzas bolivianas en su retirada hacia la zona Huirapitindí-Santa Fe. Esta operación de penetración profunda que realizó Franco se apoyó en el cansancio, baja moral y desorientación del comando enemigo luego de la batalla de Yrendagüé ya que el destacamento de Caballero Irala carecía de artillería, reservas y un apropiado sistema logístico.
Entre el 16 y 19 de diciembre, Caballero Irala avanzó unos 70 km desde “27 de Noviembre” capturando restos dispersos del RI-18 boliviano “Junín”, entre ellos al capitán Raúl Santa Cruz junto con 19 soldados. 
El coronel boliviano Luis Añez, a cargo del sector Parapetí, planeó la defensa de Santa Fe con el RC-4 “Ingavi”, el RC-1 “Abaroa”, el RC-20 “Cochabamba”, el RI-18 “Junín”, un Regimiento de Reserva y el Escuadrón de Exploración Germán Parada. Estas fuerzas, al mando del teniente coronel Tabera, tenían como misión no solo defender Santa Fe sino realizar un posterior contraataque para destruir a las escasas fuerzas paraguayas o empujarlas  de vuelta a “27 de Noviembre”.
Tabera fijó su línea defensiva, de 12 km de extensión, a 20 km delante de Santa Fe. Entre el 17 y el 31 de diciembre, el mayor Caballero Irala lanzó una serie de reconocimientos de fuerza para fijar las posiciones bolivianas. El 2 de enero comenzó la maniobra de aferramiento. En comunicación con el coronel Franco, Caballero Irala solicitó: 

"Nuestras tropas no comen desde ayer […] nafta que viene Destacamento no llega sino la mitad […] Deseo saber día acción decisiva sobre Carandaitý para atacar enemigo en nuestro sector". Mayor paraguayo Caballero Irala en (Tabera, 1979, p. 427)

 Pese a las dificultades logísticas por tener su centro de abastecimiento en "27 de Noviembre", a casi 100 km de distancia, su escaso número de efectivos y la total carencia de artillería, el destacamento paraguayo se preparó para atacar el 15 de enero. Al mismo tiempo, el alto mando boliviano, dando más importancia a la defensa de Carandaitý, ordenó al coronel Anze que trasladara las fuerzas de la DC-2, desde Santa Fe hacia esa zona. El teniente coronel Tabera advirtió a Anze sobre el peligro que implicaba esa decisión pues Santa Fe iba a quedar protegida solamente por el Escuadrón Parada y el RI-18 “Junín” que se estaba 

“reorganizando con los “cupos” de indígenas que enviaban los latifundistas del Altiplano”. Teniente coronel Félix Tabera (1979, p. 427)

 Estas fuerzas estaban al mando del teniente coronel Donato Vázquez que ya presentía el “sombrío destino” que le esperaba.
Cuando comenzó el ataque paraguayo, Tabera tuvo que volver rápidamente desde Casa Alta con el RC-4 “Ingavi”, un batallón del RI-47 “Parapetí” y un batallón del RI-5 “Campero” para socorrer a Vázquez.  El 15 de enero, a las 05:00 horas, las fuerzas paraguayas atacaron por el flanco sur, penetraron por varios sectores, dispersaron a las reservas, a una sección de artillería, y fracturaron al RI-18 “Junín”. El día 16 a las 03:00 horas los paraguayos salieron en la retaguardia del RC-4 "Ingavi" que se retiró a 20 km de Santa Fe. A las 04:00 horas del día siguiente fueron aniquilados los últimos restos del "Ingavi" siendo capturado su jefe, el mayor Roberto Mercado, varios oficiales (capitán Humberto Salinas, teniente Gibert), gran parte de sus fuerzas, 2 cañones y numerosos camiones. El batallón del “Campero” también quedó aislado y se dispersó por los montes cercanos al fortín. Las otras unidades que envió Tabera tampoco pudieron contener el ataque paraguayo en el kilómetro 8. 

"El batallón del RI-47 […] después de salir mal parado y sin armas del “corralito” de Capirendá, estaba en condiciones deplorables y no se podía emplear sin antes organizarlo y rearmarlo […] pero se tuvo que echar mano de dicho batallón, de dudosa moral y disciplina, desplegándolo en el kilómetro 8, donde, como se había previsto, no opuso ninguna resistencia al adversario y fue necesario contenerlo a bala para evitar su vergonzosa fuga […] y lo peor, que una fracción que quedaba como único saldo del Regimiento Junín, se contagió también del mismo pánico […]". Teniente coronel Félix Tabera (1979, p. 433)

El coronel Anze ordenó entonces el incendio y el abandono de Santa Fe y el pasaje del resto de sus tropas hacia el lado occidental de río. El 16 de enero un batallón del RI-14 paraguayo, sin encontrar resistencia, ocupó Amboró, ubicado sobre el río Parapetí, a unos 35 km al noreste de Santa Fe. El 18 de enero las tropas del RZ-2 paraguayo entraron en Santa Fe. Al recibir estas noticias el general Estigarribia se sintió plenamente satisfecho de que fuera el ejército bajo su mando el que alcanzara el río Parapetí, accidente geográfico que tradicionalmente el Paraguay había considerado como su límite histórico con Bolivia hacia el noroeste.

### Caída de Carandaitý

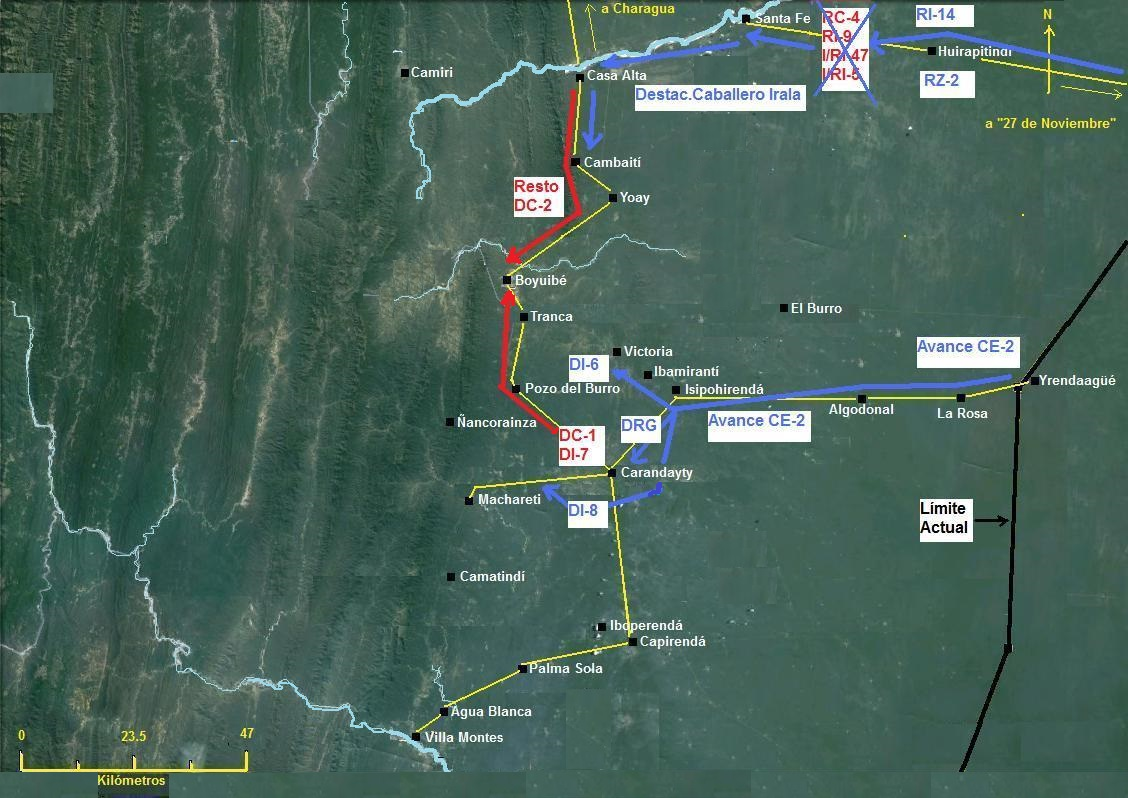
Avance directo e indirecto del CE-2 paraguayo hacia Carandaitý y retirada boliviana hacia Boyuibe en enero de 1935.
Rojo = Fuerzas bolivianas.
Azul = Fuerzas paraguayas.

Luego de la batalla de Yrendagüé, el Segundo Cuerpo de Ejército (CE-2) paraguayo se dirigió nuevamente hacia el oeste recorriendo,  por tercera vez desde agosto de 1934, el inhóspito desierto entre Picuiba y Carandaitý. El 17 de diciembre, la 6.ª División (DI-6) paraguaya desalojó de Algodonal a fuerzas dispersas de la 1.ª División de Caballería (DC-1) boliviana. Algodonal era una posición difícil de defender debido a la amplitud del frente y las picadas que la rodeaban por el norte y el sur. En ese punto la División de Reserva General (DRG) paraguaya tomó la delantera en el avance. Desde su nuevo puesto de mando en Algodonal, el coronel Franco se dio cuenta de la imposibilidad de tomar directamente Carandaitý, ante un enemigo que había tenido tiempo de posicionarse, por lo que realizó una aproximación indirecta a esa posición hasta tanto el Destacamento Caballero Irala, luego de tomar Santa Fe, pudiera amenazar Boyuibe viniendo desde Santa Fe-Casa Alta. 
Franco dividió sus fuerzas en 3 columnas: La 8.ª División (DI-8), al mando del coronel Garay, avanzó sobre el camino Algodonal-Carandaitý para girar luego hacia el sur y cortar los caminos que unen Carandaitý con Capirendá y Macharatí. En esta operación se pidió la colaboración de las fuerzas del coronel Fernández desde la zona de Capirendá para que asegurara el flanco sur de la DI-8. Por el centro, la DRG presionó directamente sobre el camino que viene desde Picuiba limpiando de enemigos el eje de avance hasta llegar a Carandaitý. Por el norte, la DI-6 maniobró siguiendo el camino Ybamirante-La Victoria. El Grupo de Artillería 3 (GA-3) se ubicó detrás de la DRG. Esta operación de doble envolvimiento comenzó a ejecutarse el 23 de diciembre con la captura de Ysyporendá ubicado a unos 25 km al noreste de Carandaitý.
Coordinando el ataque a Carandaitý con el que el Destacamento Caballero Irala haría sobre Santa Fe, se fijó el 15 de enero como día “D”. El día 10 de enero, debido a la creciente presión que realizaba la DRG, el coronel Toro, flamante Jefe de Estado Mayor Superior, movió a la 2.ª División de Caballería (DC-2), al mando del teniente coronel Tabera, desde Santa Fe para reforzar Carandaitý. Tabera intentó convencer a su superior, el coronel Anze, que esta peligrosa decisión debilitaba el sector Santa Fe-Huirapitindí. En su desplazamiento hacia Carandaitý, en Casa Alta, Tabera se encontró con el general Quintanilla, encargado del sector Carandaitý, quien le manifestó que desconocía las razones que tenía el alto mando para ordenar el traslado de su unidad.

“En el sector sur nuestra situación no ha variado. El sector [norte] Santa Fe sólo esta protegido por el RI-19, el RC-4 y un escuadrón Divisionario. Por los informes recogidos se sabe que el enemigo prepara la continuaron de su ofensiva, aunque se ignora la dirección que tomará ella”. General boliviano Quintanilla en (Vergara Vicuña, 1944, p. 662 vol 6)

Cuando cayó Santa Fe y las fuerzas de Caballero Irala comenzaron a desplazarse hacia el sur siguiendo el margen oriental del Parapetí, el alto mando boliviano llegó a la conclusión de que las divisiones que defendían Carandaitý corrían el peligro de ser cercadas por un movimiento mucho más amplio que el doble envolvimiento que estaba ejecutando el coronel Franco. El 20 de enero, el general Quintanilla, desde su puesto de mando ubicado en Macharetí, ordenó la retirada de las divisiones hacia "sectores independientes de la serranía". La artillería se trasladó detrás de Itiyuro mientras el parque de municiones se sacaba de Boyuibe. El avance de Caballero Irala sobre Casa Alta, sobre el lado sur del río, no solo aisló a las fuerzas del teniente coronel Añez separándolo del río Parapetí sino que además cortó la ruta Charagua-Boyuibe. Desde Casa Alta las fuerzas paraguayas se dirigieron hacia Cambeití, a unos 17 km al sur, con lo cual amenazaron a Boyuibe, ubicado a unos 37 km hacia el suroeste.
El 23 de enero de 1935, la DRG paraguaya, desde la misma zona donde se había llegado en el avance relámpago realizado en agosto de 1934, inició el ataque y al mediodía Carandaitý cayó en su poder. Las fuerzas bolivianas retrocedieron hacia Boyuibe distante unos 46 km hacia el noroeste.

“La ocupación de Casa Alta por nuestras tropas y la aparición de nuestras patrullas en Cambeití, efectuadas por la orden del Comando del Segundo Cuerpo de Ejército, provocaron la caída de Carandaitý, abandonado por el enemigo temeroso de ver comprometido su camino de retirada a Boyuibé”. Mayor paraguayo Caballero Irala en (Vergara Vicuña, 1944, p. 117 vol 7)

### Ñancorainza
La batalla de Ñancorainza, librada entre el 6 y el 11 de febrero de 1935, fue la primera actuación del ejército paraguayo en un teatro de operaciones completamente diferente a la llanura chaqueña. 
Una vez que el Destacamento paraguayo Caballero Irala ocupó la ribera oriental del río Parapetí, desde Amboró a Casa Alta, y el CE-2 ingresó en Carandaitý, el CE-2 boliviano, a cargo del sector central, presionado desde el norte y sureste, tuvo que abandonar también Boyuibe y se refugió en la serranía del Aguaragüe. Esta retirada se hizo para ganar tiempo hasta que terminara la reconstrucción del Tercer Ejército boliviano.  
El alto mando paraguayo mantuvo la iniciativa con ataques de baja intensidad y gran impacto político y moral dirigidos a aislar Villa Montes, poner en peligro la zona petrolífera boliviana hacia el oeste y Santa Cruz de la Sierra hacia el norte. 
Ñancorainza, a unos 35 km al suroeste de Boyuibe, se encuentra dentro de la sierra del Aguaragüe, que corre de sur a norte y que asciende bruscamente a partir del llano hasta llegar a unos 600-800 metros de altura. Constituye un excelente obstáculo para detener a un ejército que intente avanzar hacia el oeste. La defensa del sector, a cargo del CE-2 boliviano al mando del general Quintanilla, se había encomendado al RI-12 “Manchego” cuya misión específica era custodiar las instalaciones petrolíferas que la Standard Oil poseía en la zona, uno de los objetivos del ataque paraguayo. 
El 7 de febrero, tres regimientos paraguayos penetraron en la sierra aferrando al regimiento RI-12 “Manchego” e infiltrándose hacia su retaguardia por una senda no custodiada.  El regimiento boliviano perdió su parque de municiones y su equipo sanitario cayendo en poder del enemigo un cirujano, doce enfermeras y medicamentos. El movimiento de cerco cortó además la senda de comunicación del regimiento con Ipatí. El general Quintanilla envió apresuradamente desde Ipatí a los regimientos RC-3 “Chuquisaca”, RC-7 “Chichas”, 1 escuadrón del RC-6 “Castrillo” y artillería del GA-7 del capitán José Quiroga con la misión de detener la incursión paraguaya en la retaguardia del regimiento boliviano y lanzar sobre la misma un ataque desde dos frentes. El día 11 pudo restablecerse el contacto con el regimiento “Manchego”  que pudo así escapar del cerco aunque bastante maltrecho. Los regimientos paraguayos, ante la presión boliviana apoyada eficazmente por la artillería fueron desalojados desde las alturas y no tuvieron otra opción que retirarse nuevamente hacia Boyuibe.
Este resultado poco favorable puso en claro al comando paraguayo que las operaciones en la sierra dificultaba la sorpresa debido a los puntos de observación naturales existentes permitiendo detectar fácilmente los movimientos del enemigo. Por otra parte, los obstáculos topográficos (desfiladeros, arroyos, senderos obligatorios, etc.) aunque no fueran insalvables, dificultaban la rapidez del desplazamiento operacional o lo hacían predecible, neutralizando dos de los factores tácticos que utilizaba el ejército paraguayo: la veloz concentración de fuerzas en un punto determinado y la sorpresa. La cualidad tridimensional del nuevo teatro de operaciones exigía a su vez un exhaustivo conocimiento del terreno o mapas más rigurosos, elementos que los paraguayos no tenían y que debían relevarlos a  medida que avanzaban.

### Ocupación de Charagua
En enero de 1935, el mayor Caballero Irala y el coronel Rafael Franco propusieron al general Estigarribia lanzar una ofensiva  que cruzara el río Parapetí y se dirigiera hacia Charagua, en la serranía de Aguaragüe, a 40 km al noroeste de Santa Fe. El objetivo era cortar la ruta Boyuibe-Santa Cruz de la Sierra y amenazar las instalaciones petrolíferas de Camiri al suroeste y la localidad de Santa Cruz hacia el norte. Pero recién en el mes de marzo, después de los fracasados ataques sobre Villamontes y Boyuibe, Estigarribia autorizó esa operación en el extremo norte del sistema defensivo boliviano. 
Sin embargo, para marzo, dos hechos habían modificado la situación estratégica existente al mes de enero: 
- La construcción de un camino por las sierras que realizaron los bolivianos para eliminar parte del aislamiento estratégico existente entre sus distintos núcleos defensivos. Este camino, casi terminado a fines de marzo, unía Villamontes con la zona de Boyuibe, lo que permitía mover fuerzas y recursos entre la zona sur y la zona central y,
- el aumento y reestructuración permanente, en hombres y armas, que durante esos meses realizó el ejército boliviano y que a fines de marzo de 1935 lo había transformado en la fuerza más poderosa que existiera en el Chaco desde el inicio de la guerra. Si en marzo de 1934, el Segundo Ejército boliviano había contado con 18 regimientos, en marzo de 1935, el Tercer Ejército boliviano duplicaba esas fuerzas.

Para la realización de esta operación sobre Charagua, el coronel Franco formó un Destacamento constituido con la 2.ª División (DI-2), proveniente de la zona de Villamontes, unidad que reforzó al Segundo Cuerpo de Ejército (CE-2). Esta División, de 3 regimientos, fue puesta al mando de teniente coronel Caballero Irala. A esta se sumó el Destacamento “Parapetí”, al mando del mayor Antonio E. González con 2 regimientos. Estos 5 regimientos, con un total de 2600 hombres se pusieron al mando del veterano coronel Eugenio Garay.
Las fuerzas bolivianas encargadas de defender la extensa línea apoyada sobre el lado occidental del río Parapetí, desde Casa Alta hasta Coperé, era el Segundo Cuerpo de Ejército al mando del coronel José E. Anze, cuyo jefe de Estado Mayor era el teniente coronel J. Luis Añez, siendo el Jefe de la Sección III, “Operaciones”, el mercenario chileno mayor Pablo Barrientos. Esta unidad comprendía las siguientes divisiones:
- 2.ª División (DI-2) con 3 regimientos, una sección montada, una compañía de transportes, una de enlaces y un grupo de artillería con 10 cañones.

- 3.ª División de caballería (DC-3) con 5 regimientos, un batallón de caballería, y un escuadrón divisionario.

Estas dos Divisiones con un total de 8 regimientos totalizaban unos 5000 combatientes más unidades de servicios.
La primera acción paraguaya sobre el poblado de Charagua fue un bombardeo aéreo que afectó depósitos, talleres, instalaciones telegráficas y camiones del ejército boliviano. 
Después de recopilar una detallada información sobre el enemigo proveniente de patrullas, prisioneros y pobladores locales de origen guaraní, el 5 de abril de 1935, la DI-2 paraguaya cruzó el río Parapetí por Ñacunday, el punto más débil, al sur de Coperé. Los mejores 200 nadadores de esa unidad cruzaron el río con sus armas y aseguraron la cabecera de playa por donde se infiltró la DI-2 paraguaya. El regimiento boliviano RC-3 "Chuquisaca", a cargo de la defensa del sector, fue sorprendido por esta acción y se dispersó hacia el oeste. 

“[...]la amplitud de la zona y las ventajas del terreno, impidieron el aniquilamiento del RC-3 enemigo, pero deshecho y disperso, sus hombres vagaron enloquecidos en el vasto arenal sin agua durante muchos días, hasta que alcanzaron el camino a Santa Cruz de la Sierra, a 60 km al oeste del río, donde el Regimiento se reorganizó penosamente". Mayor paraguayo Antonio E. González en (Vergara Vicuña, 1944, p. 194 vol.7)

Resultó evidente que la defensa boliviana era demasiado extensa y rala y que la misma carecía, en la zona de ruptura, de reservas que pudieran acudir a cerrar la brecha. Los partes bolivianos del 6 de abril eran confusos ya que el comando de la DC-3 había perdido el contacto con los regimientos RC-3 "Chuquisaca"", al mando del Cap. Román Urdininea y el RC-10 "Cazadores de Yacuma", al mando del teniente coronel Florián Montán. 
A su vez, el repliegue del regimiento "Yacuma" dejó al descubierto el flanco izquierdo del RC-4 "Ingavi", ubicado en la zona de Santa Fe, que tuvo que doblar sus defensas para impedir ser atacado desde el norte por fuerzas enemigas que avanzaran por el lado occidental del río Parapetí.
El 8 de abril, los regimientos bolivianos RI-40 "Oruro" (al mando del mayor Armando Téllez), el RC-10 "Cazadores de Yacuma" y fracciones dispersas del RC-3 "Chuquisaca" fueron desalojados de Amboró y tuvieron que retirarse hacia San Lorenzo.
Los días siguientes las fuerzas paraguayas fueron ocupando progresivamente los dos márgenes del río Parapetí hasta Ibarendá. El repliegue boliviano hacia Charagua intentó fijar una nueva línea defensiva que partiendo de Timboy al sur de Charagua se extendía hasta el "km 5", ubicado delante de Itaguazurendá, a unos 8,5 km al este de Charagua. 

"La libertad de acción que disfrutaban los paraguayos ciertamente les permitía una facilidad de maniobra y de reagrupamiento que prácticamente los haría más fuertes en cada punto y momento decisivo [pese a la inferioridad de medios], siendo ésta la característica más saliente de esta breve campaña que llevó adelante el ejército paraguayo hasta Charagua". Teniente coronel Vergara Vicuña (1944, p. 197 vol. 7)

El 12 de abril la DI-2 boliviana extendía sus posiciones defensivas en una línea que partía de San Francisco y se dirigía hacia el noreste pasando por Itaguazurendá y Carandaitý Mozá con la misión de frenar el avance paraguayo desde el noreste. La DC-3 trató de impedir el envolvimiento que desde el norte de Carandaitý Mozá intentaban realizar las fuerzas paraguayas utilizando para ello a los regimientos RC-3 y RC-10 que habían soportado el ataque enemigo desde el inicio de la ofensiva y que estaban muy deteriorados por el acoso y la retirada permanente. La única reserva disponible era el RC-4 "Ingavi", ubicado detrás del ala izquierda de la DI-2 boliviana.
El coronel Franco, cambiando sorpresivamente el centro de gravedad de la ofensiva, puso en acción a la 8.ª División (DI-8), al mando del mayor Lorenzo Medina. Esta unidad, reforzada por el Destacamento Duarte Sosa, cruzó el río Parapetí por Casa Alta y avanzó rápidamente hacia norte y el 15 de abril, a las 18:00 horas, ocupó Machipó, ubicado a sólo 9 km al sur de Charagua donde desarticuló al regimiento boliviano RI-47 "Parapetí". El 16 de abril, la DI-8 ingresó a Charagua conjuntamente con fuerzas del RI-10 "Sauce" perteneciente al Destacamento González que provenían desde el norte. Charagua ya había sido evacuada por las fuerzas bolivianas días antes trasladando los servicios sanitarios, talleres, municiones y pobladores hacia el oeste.
La propaganda paraguaya dio gran importancia al resultado de esta ofensiva, lo que influyó en el gobierno y alto mando bolivianos que se vieron obligados a dar inicio, apresuradamente, a la largamente planeada contraofensiva boliviana. Pero lo cierto fue que el avance paraguayo sobre Charagua no logró destruir a las divisiones del coronel Anze que, aunque maltrechas, lograron mantener su capacidad operativa. Afectaron este resultado circunstancias de tipo organizativo como el hecho de que la DI-8 paraguaya no estuviera al mando del coronel Garay sino del CE-2 perdiéndose así la unidad de mando. Pero lo que realmente incidió en el resultado no fue la superioridad en hombres y recursos que tenían los bolivianos sino el tamaño del teatro de operaciones en función del número de soldados paraguayos empleados, lo que produjo una densidad tan baja (menos de 2 soldados por km²) que permitía el escurrimiento y la dispersión del enemigo hacia zonas no controladas.

## Ofensiva boliviana en el Sector Central y Parapetí
Mientras se completaba la movilización general decretada por el presidente Tejada Sorzano hasta completar 36 regimientos, cuatro unidades de zapadores, 3 batallones de ametralladoras pesadas, 17 baterías de artillería, más algunos escuadrones divisionarios y una unidad de comunicaciones, el alto mando boliviano preparó un plan para desalojar a las fuerzas paraguayas que habían ocupado, desde enero de 1935,  el valle que se extiende, de norte a sur, entre la serranía del Aguaragüe y la de Ibybobo-Capirendá-Carandaitý. En su elaboración participaron los generales Guillén, Sanjinés y Placek, este último jefe de la misión checoslovaca que asesoraba al alto mando boliviano. Este plan fue presentado posteriormente a Peñaranda, quien, con la colaboración de los coroneles David Toro, Ángel Rodríguez y Germán Busch, realizaron algunas correcciones menores.

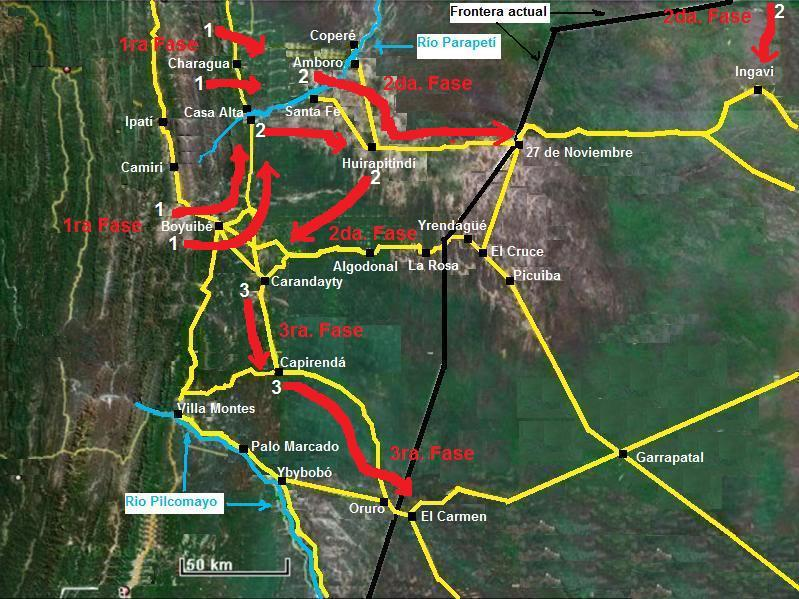
Etapas (1-2-3) en que se dividía el plan de la ofensiva boliviana lanzada en abril de 1935.

### El plan estratégico
El plan dividía la ofensiva en 3 etapas:
1. En la primera etapa, el ejército boliviano debía irrumpir en el sector central (zona de Boyuibe) para cortar en dos al ejército paraguayo y atacarlo posteriormente por separado. Esta operación estaría coordinada con un fuerte aferramiento en el sector de Villamontes para fijar a las fuerzas enemigas allí estacionadas e impedir que pudieran ayudar a la otra parte.
2. En la segunda etapa, se avanzaría hacia el norte  para ocupar las márgenes del río Parapetí, el fortín “27 de Noviembre” al este y el estratégico Carandaitý. En el norte se iniciarían acciones ofensivas desde Roboré-Ravelo con dirección a Ingavi y al sur, en Villamontes, se continuaría aferrando a las fuerzas paraguayas existentes en esa zona.
3. En la tercera etapa, las fuerzas bolivianas avanzarían desde Carandaitý hacia el sur capturando Capirendá e Ybybobo con dirección general a Ybybobo-El Carmen desalojando a las fuerzas enemigas concentradas sobre Villamontes.

El avance paraguayo sobre Charagua (amenazando Camiri y Santa Cruz de la Sierra) realizado a partir de comienzos de abril determinó que el alto mando pusiera en marcha anticipadamente este plan, que coincidió con la ocupación paraguaya de Charagua.
Si se compara, en este ambicioso plan, los recursos operativos disponibles con lo que fue la resolución, rapidez y energía en la conducción de los comandantes bolivianos, este no guardó relación con los objetivos ni las brillantes oportunidades que tuvieron las armas bolivianas frente al ejército paraguayo, peligrosamente alejado de sus bases, inferior en número y elementos, en lo desarticulado de su despliegue y que además combatía en un terreno divorciado de sus hábitos y peculiar idiosincrasia. Sin embargo, el ejército de Estigarribia tenía a su favor el factor anímico cosa que distaba de poder asistir a los bolivianos y, como consecuencia de esto, un espíritu ofensivo más despierto y eficaz.

### Primera etapa
El 16 de abril, dos poderosas Divisiones bolivianas, con un total de 8 regimientos y apoyo de artillería, irrumpieron en la zona de Boyuibe rompiendo las débiles defensas de la 3.ª División paraguaya. Esta División había llegado a Carandaitý en el mes de marzo proveniente de Bahía Negra (alto Paraguay) y estaba integrada por 2 regimientos, el RI-26 "Cerro León" y el RC-8 "Gral. Pedro Duarte", con poca experiencia en combate. La División de Reserva General (DRG) intentó detener el avance boliviano hacia Mandeyapecuá, a 30 km al este de Boyuibe, pero, rebalsada e infiltrada por todos lados, tuvo que retroceder hacia las sierras de Carandaitý para defender esa estratégica posición. La primera etapa de la ofensiva boliviana se cumplió así satisfactoriamente.
La reacción paraguaya fue inmediata. La 8.ª División volvió desde Charagua a Casa Alta y desde allí hacia la zona de Boyuibe. El destacamento Garay, compuesto por la 2.ª División y el Destacamento González, unos 2200 soldados, quedó en el triángulo Charagua-Coperé-Casa Alta para contener a los 4500 hombres del CE-2 boliviano, 2.ª División y 3.ª División de caballería, que al mando del coronel Anze, una vez iniciada la segunda etapa de la ofensiva boliviana en el sector central, debía atacar a las fuerzas paraguayas en su sector con el objetivo de lograr su encierro estratégico contra el río Parapetí.
La sorpresiva aparición de la 8.ª División y el Destacamento Duarte Sosa paraguayos en la zona de Cambeití frenó el ímpetu de la ofensiva boliviana. Con su clásico estilo de conducción, el coronel paraguayo Rafael Franco tomó medidas algo riesgosas para asegurar la estratégica posición de Carandaitý. Estas fuerzas, desproporcionadamente inferiores, enfrentaron activamente a las dos poderosas divisiones DI-7 y DC-1 bolivianas que las rodearon en Cambeití. Durante cuatro días, del 23 al 27 de abril, la expectativa sobre los resultados de esta maniobra paralizó la atención del ejército, gobierno y pueblo bolivianos. Nuevamente y casi como un calco de los estereotipados cercos realizados por el comando boliviano en el pasado, la experimentada unidad paraguaya, aprovechando su capacidad de movimiento y reagrupamiento, rompió las líneas en el lugar menos esperado, es decir donde las fuerzas bolivianas eran más fuertes, aprovechando las fisuras que estas creaban al abandonar posiciones mejor enlazadas para ir apretando progresivamente el anillo. La 8.ª División y el Destacamento Duarte Sosa se retiraron a través de la laberíntica serranía de Cambeití con rumbo al río Parapetí demostrando la creciente adaptación que iban logrando las fuerzas paraguayas a las nuevas condiciones del teatro de operaciones. Resultó incomprensible para todos el fracaso del cerco boliviano. El coronel Toro envió al jefe de la DI-7 el siguiente parte: 

"P.C. Sector Central. A: 7ª. División. "Jefe Esmasup [Jefe de E.M. Superior] manifiesta que es increíble que después de 3 días de cerco a enemigo éste se salga no obstante haberse estrechado cerco y contar con reservas". Mensaje del coronel Toro al coronel Demetrio Ramos en (Vergara Vicuña, 1944, p. 315 vol. 7)

El entonces teniente coronel chileno Vergara Vicuña, al servicio de Bolivia, comenta:

"Naturalmente que el futuro de las operaciones bolivianas [...] y el ritmo a imprimir al avance, dependía de infligirle al ejército paraguayo un golpe recio que lo hubiera paralizado traumaticamente [...]. Y el pensamiento militar boliviano y las ansias del país todo, se afincaron en el cerco de Cambeiti, en el cual, durante cuatro días, se mantuvo en suspenso una febril incógnita. Grande debió ser el desencanto cuando el Comando Superior boliviano [...] en un comunicado de fecha 28 de abril concluía con las esperanzas, muy factibles por cierto, que se habían forjado en torno al, hasta hacia poco, bien anillado cerco del sector central norte". Alcides Vergara Vicuña (1944, p. 327 vol. 7)

 Los días perdidos sin alcanzar con claridad los objetivos previstos, sin realizar los cercos hipotéticos ni concretar el aniquilamiento del único agrupamiento verdaderamente cercado le permitieron al ejército paraguayo acomodar sus reservas y disponer sus fuerzas en zonas más favorables.

### Segunda etapa
Al este de Charagua, el CE-2 boliviano, con sus 9 regimientos, libró fuertes combates contra la 2.ª División paraguaya al mando del coronel Caballero Irala que con sus 3 regimientos y el Destacamento González retrocedían lentamente hacia el Parapetí ofreciendo fuerte resistencia. Desde el 21 de abril, Carandaitý Mozá cambió de manos varias veces. Con gran esfuerzo, bajas y sacrificio, las fuerzas del coronel Anze alcanzaron finalmente el margen occidental del Parapetí el 28 de abril (entre San Antonio e Ibarendá) obligando a la División paraguaya a cruzar al otro lado del río. El mayor chileno Pablo Barrientos, Jefe de Operaciones del CE-2 boliviano, comentando las acciones de esos días, dice:

“¿Es que alguna vez se considera el carácter de los comandantes, el cansancio de la tropa, la zozobra de los comandos cuando la munición no basta o cuando se sabe que no ha de llegar y las unidades empiezan a pedirla angustiosamente, las cavilaciones cuando se interrumpen las comunicaciones o cuando durante todo el día no llegan noticias de alguna de las unidades y las bajas que se experimentan diariamente van reduciendo los regimientos a simples batallones?” Mayor Pablo Barrientos en (Querejazu Calvo, 1981, p. 434)

El alto mando boliviano se apartó del plan estratégico previsto cuando consideró que la 7.ª División (5 regimientos que totalizaban 5500 hombres), al mando del coronel Demetrio Ramos, tenía el poder suficiente para perseguir a la 8.ª División paraguaya en retirada y ocupar la orilla oriental del río Parapetí con dirección a Santa Fe. La 1.ª División de Caballería, que según el plan debía acompañarla en esta importante maniobra, fue destinada a proteger el ala norte de la 3.ª División, a la altura de quebrada de Cuevo. Esto debilitó el centro de gravedad de las operaciones sobre el Parapetí. El coronel Ramos avanzó en dos columnas con sus tropas agotadas por tantos días de marchas, contramarchas y combates hacia Casa Alta pero una de ellas quedó paralizada al chocar con el Destacamento paraguayo "González" que venía de Charagua y había cruzado el Parapetí y que ahora maniobraba hacia el sur. Este encuentro sorpresivo hizo que su comandante, el capitán Antonio E. González, se escalonara en profundidad logrando, con sus escasas fuerzas, detener a la División boliviana desde el 29 de abril al 5 de mayo. Las fuerzas bolivianas ocuparon nuevamente Santa Fe y tras fuertes combates capturaron Ibarendá, a 9 km al este, pero no pudieron seguir avanzando por la fuerte resistencia que el coronel Garay opuso desde posiciones favorables en la zona de Huirapitindí. El control paraguayo de este cruce de caminos creó así un peligroso punto de partida para recuperar Santa Fe que ya estaba en los planes del coronel Franco al momento de producirse el armisticio. Del agotado CE-2 boliviano, que sufrió casi 1000 bajas en esta ofensiva, se sacaron 9 regimientos hacia el sector central para equilibrar allí las operaciones que se realizaban en esa zona quedando reducido a un mínimo. Así, sin poder completar la segunda etapa, terminó la ofensiva boliviana tras 40 días de permanentes y agotadores combates.

### Conclusiones
Influyeron en los resultados de esta ofensiva, de por sí limitada en sus objetivos, el rumor de que la guerra iba a terminar en cualquier momento y el complejo de inferioridad que dominó al comando boliviano desde las batallas de El Carmen e Yrendagüé. Esto se manifestó en la lentitud y la excesiva prudencia del comando boliviano en el desarrollo de las operaciones, lo que no impidió que se cometieran los mismos errores de conducción del pasado. El coronel boliviano Anze desaprovechó la oportunidad de repetir la misma maniobra que había realizado su oponente, el coronel Garay, es decir, reforzar su ala izquierda y avanzar hacia Amboró, cruzar el río por ese lugar y atacar directamente hacia Huirapitindí con la intención de unirse  con las fuerzas que avanzaban desde Casa Alta. Con esta maniobra indirecta habría logrado sumar a la ofensiva las fuerzas bolivianas de Izozog y casi sin esfuerzo, hacer retroceder rápidamente a Garay hacia el este obligándolo a cruzar el río Parapetí. Las fuerzas paraguayas, por su escaso número, no estaban en condiciones de dispersar sus unidades para sostener Amboró y correr el riesgo de quedar aisladas a uno u otro lado del río. Sin embargo, el coronel Anze, en lugar de estirar el frente, lo concentró conservadoramente sobre el Destacamento Garay quien de esta manera eligió la dirección general de su retirada y donde y cuando librar los combates.

"Dos días habían transcurrido desde el instante en que se había desencadenado la sorpresiva contra-ofensiva boliviana y ya se podía afirmar que había fracasado en sus objetivos fundamentales [...] lo que se había visto en Carandaitý, Algodonal, Villazón y Picuiba durante la contra-ofensiva del Cuerpo de Caballería Toro, —septiembre a noviembre de 1934—, se había repetido con matemática exactitud en esta nueva contra-ofensiva del Parapetí [...] desgraciadamente para las armas bolivianas, el imperio de la rutina operativa y el pródromo [sic] de debilidades de Comandos afectados por el recuerdo de otros reveses en las personas de algunos de sus componentes, hizo estériles las indicaciones de aquél jaéz y todo se siguió pautando con sometimiento a un exceso de seguridad reñidos con los principios [...] de la economía de fuerzas y de la sorpresa". Teniente coronel Vergara Vicuña en (Guachalla, 1978, p. 201/202)

## El ejército paraguayo retoma la iniciativa
El 16 de mayo de 1935, "el ejército paraguayo respondió con un golpe en el plexo solar del dispositivo boliviano en Mandeyapecuá". Ese día, el Grupo Arteaga, del regimiento RC-6 "Castrillo", fue sorprendido y arrollado. Ni las patrullas ni la aviación detectaron la aproximación de 3 regimientos paraguayos de la 6.ª División. A mediodía, las fuerzas del coronel Franco ocuparon Mandeyapecuá, un estratégico caserío que los bolivianos habían conquistado el 21 de abril luego de un encarnizado combate de 14 horas.
En los días sucesivos, los regimientos “Lanza”, “Castrillo”, “Campero” y “Loa” intentaron aislar por cuatro lados el bolsón creado por la penetración paraguaya pero la 6.ª División reaccionó atacando hacia el oeste y reagrupando sus fuerzas para romper el cerco. Ante esta enérgica maniobra paraguaya las fuerzas bolivianas retrocedieron rectificando sus posiciones hacia una nueva línea defensiva. 
El 22 de mayo, el regimiento paraguayo "Valois Rivarola", en un audaz avance, intentó a su vez cercar a los regimientos RC-5 "Lanza", RC-7 "Chichas" y un batallón del RI-5 "Campero" cortando a sus espaldas el camino Mandeyapecuá-Yohay pero estas fuerzas abandonaron rápidamente sus nuevas posiciones y, haciendo un rodeo, lograron escapar hacia Yohay.